# Valentina Ardean-Elisei
Valentina Neli „Alice” Ardean-Elisei (n. 5 iunie 1982, Focșani, Vrancea, România) este o fostă jucătoare de handbal din România care a jucat pentru clubul CS Gloria Bistrița pe postul de extremă stânga. În trecut, Ardean-Elisei a fost componentă și căpitanul echipei naționale de handbal a României.
La Campionatul Mondial din 2005, care a avut loc în Rusia, Valentina Ardean-Elisei a fost declarată cea mai bună extremă stânga. Ea a repetat performanța și la Campionatul European din 2008, desfășurat în Macedonia, unde a fost desemnată cea mai bună extremă stângă a turneului. În același an, Ardean-Elisei a fost componentă a selecționatei României care a participat la Jocurile Olimpice de vară de la Beijing.
În decembrie 2015, Valentina Ardean-Elisei a făcut parte din echipa României care a câștigat medalia de bronz la Campionatul Mondial desfășurat în Danemarca și a fost declarată cea mai bună extremă stânga a competiției, fiind inclusă în echipa ideală.

## Palmares

### Club
- Liga Națională:
  -  Câștigătoare: 2007, 2008, 2009, 2010, 2011, 2012, 2014
  -  Medalie de argint: 2015, 2016, 2018
  -  Medalie de bronz: 2006, 2019

- Cupa României:
  -  Câștigătoare: 2007, 2011, 2014, 2015
  -  Finalistă: 2004, 2006, 2017
  -  Medalie de bronz: 2016

- Supercupa României:
  -  Câștigătoare: 2007, 2011, 2014,  2015

- Liga Campionilor EHF:
  - Finalistă: 2010
  - Semifinalistă: 2009, 2012
  - Sfert-finalistă: 2015, 2016
  - Grupe principale: 2008, 2011
  - Grupe: 2006

- Trofeul Campionilor EHF:
  -  Câștigătoare: 2007

- Cupa Cupelor EHF:
  -  Câștigătoare: 2007

- Cupa EHF:
  -  Câștigătoare: 2018
  - Sfertfinalistă: 2020
  - Turul 3: 2005

- Cupa Challenge EHF:
  -  Câștigătoare: 2002
  - Finalistă: 2004
  - Turul 3: 2003

### Echipa națională
- Campionatul Mondial:
  -  Medalie de argint: 2005
  -  Medalie de bronz: 2015

- Campionatul European:
  -  Medalie de bronz: 2010

- Campionatul European pentru Tineret:
  -  Medalie de aur: 2000

## Performanțe individuale
- Cea mai bună extremă stângă la Campionatul Mondial: 2005, 2015;[8]
- Cea mai bună extremă stângă la Campionatul European: 2008;
- Cea mai bună marcatoare în Cupa Cupelor EHF: 2007;[9]
- A patra marcatoare din toate timpurile pentru echipa României (915 de goluri);[10][11][12][13]
- Jucătoarea anului la HCM Baia Mare: 2014;[14]
- Sportiva anului la HCM Baia Mare: 2015;[15]
- Căpitanul echipei naționale a României: 2010–2012, 2015–2016, 2018;
- Căpitanul echipei HCM Baia Mare: 2014–2016;
- Maestru al Sportului - 2000
- Cetățean de onoare al municipiului Deva - 2002
- Cetățean de onoare al municipiului Focșani-2006
- Medalia "Meritul Sportiv", clasa a II-a - 2011
- Maestru Emerit al Sportului - 2011
- Cetățean de onoare al municipiului Craiova - 2018

## Statistică goluri și pase de gol
Conform Federației Române de Handbal, Federației Europene de Handbal și Federației Internaționale de Handbal:
| Sezon                           | Echipă       | Goluri |
| ------------------------------- | ------------ | ------ |
|                                 |              |        |
| 2013-14                         |              |        |
| CSM Cetate Deva / HCM Baia Mare | 41 / 55 (96) |        |
|                                 |              |        |
| 2014-15                         |              |        |
| HCM Baia Mare                   | 97           |        |
|                                 |              |        |
| 2015-16                         |              |        |
| HCM Baia Mare                   | 91           |        |
|                                 |              |        |
| 2016-17                         |              |        |
| SCM Craiova                     | 25           |        |
|                                 |              |        |
| 2017-18                         |              |        |
| SCM Craiova                     | 77           |        |
|                                 |              |        |
| 2018-19                         |              |        |
| Gloria 2018 Bistrița-Năsăud     | 94           |        |
|                                 |              |        |
| 2019-20                         |              |        |
| Gloria 2018 Bistrița-Năsăud     | 85           |        |

| Sezon                       | Echipă | Goluri |
| --------------------------- | ------ | ------ |
|                             |        |        |
| 2005-06                     |        |        |
| Oltchim Râmnicu Vâlcea      |        |        |
|                             |        |        |
| 2006-07                     |        |        |
| Oltchim Râmnicu Vâlcea      |        |        |
|                             |        |        |
| 2010-11                     |        |        |
| Oltchim Râmnicu Vâlcea      | 15     |        |
|                             |        |        |
| 2013-14                     |        |        |
| HCM Baia Mare               | 17     |        |
|                             |        |        |
| 2014-15                     |        |        |
| HCM Baia Mare               | 17     |        |
|                             |        |        |
| 2015-16                     |        |        |
| HCM Baia Mare               | 11     |        |
|                             |        |        |
| 2016-17                     |        |        |
| SCM Craiova                 | 10     |        |
|                             |        |        |
| 2017-18                     |        |        |
| SCM Craiova                 | 1      |        |
|                             |        |        |
| 2018-19                     |        |        |
| Gloria 2018 Bistrița-Năsăud | 4      |        |
|                             |        |        |
| 2019-20                     |        |        |
| Gloria 2018 Bistrița-Năsăud | 4      |        |

| Sezon                  | Echipă | Goluri |
| ---------------------- | ------ | ------ |
|                        |        |        |
| 2006-07                |        |        |
| Oltchim Râmnicu Vâlcea | 4      |        |
|                        |        |        |
| 2010-11                |        |        |
| Oltchim Râmnicu Vâlcea | 12     |        |
|                        |        |        |
| 2013-14                |        |        |
| HCM Baia Mare          | 1      |        |
|                        |        |        |
| 2014-15                |        |        |
| HCM Baia Mare          | 1      |        |

| Ediția          | Echipă | Goluri | Pase de gol |
| --------------- | ------ | ------ | ----------- |
|                 |        |        |             |
| Franța 2000     |        |        |             |
| România tineret | 18     | 9      |             |

| Ediția          | Echipă | Goluri | Pase de gol |
| --------------- | ------ | ------ | ----------- |
|                 |        |        |             |
| Ungaria 2001    |        |        |             |
| România tineret |        |        |             |

| Ediția                     | Echipă | Goluri | Pase de gol |
| -------------------------- | ------ | ------ | ----------- |
|                            |        |        |             |
| Ungaria 2004               |        |        |             |
| România                    | 24     | 5      |             |
|                            |        |        |             |
| Macedonia 2008             |        |        |             |
| România                    | 37     | 10     |             |
|                            |        |        |             |
| Danemarca și Norvegia 2010 |        |        |             |
| România                    | 15     | 10     |             |
|                            |        |        |             |
| Ungaria și Croația 2014    |        |        |             |
| România                    | 14     | 5      |             |
|                            |        |        |             |
| Franța 2018                |        |        |             |
| România                    | 14     | -      |             |

| Ediția         | Echipă | Goluri | Pase de gol |
| -------------- | ------ | ------ | ----------- |
|                |        |        |             |
| Rusia 2005     |        |        |             |
| România        | 51     |        |             |
|                |        |        |             |
| Brazilia 2011  |        |        |             |
| România        | 22     | 4      |             |
|                |        |        |             |
| Sebia 2013     |        |        |             |
| România        | 12     | 3      |             |
|                |        |        |             |
| Danemarca 2015 |        |        |             |
| România        | 24     | 4      |             |
|                |        |        |             |
| Germania 2017  |        |        |             |
| România        | 11     | 2      |             |

| Ediția              | Echipă | Goluri | Pase de gol |
| ------------------- | ------ | ------ | ----------- |
|                     |        |        |             |
| Beijing 2008        |        |        |             |
| România             | 31     | 5      |             |
|                     |        |        |             |
| Rio de Janeiro 2016 |        |        |             |
| România             | 6      | 1      |             |

| Sezon                  | Echipă | Goluri |
| ---------------------- | ------ | ------ |
|                        |        |        |
| 2006-07                |        |        |
| Oltchim Râmnicu Vâlcea | -      |        |

| Sezon                  | Echipă | Goluri |
| ---------------------- | ------ | ------ |
|                        |        |        |
| 2005-06                |        |        |
| ŽRK Knjaz Miloš        | 58     |        |
|                        |        |        |
| 2007-08                |        |        |
| Oltchim Râmnicu Vâlcea | -      |        |
|                        |        |        |
| 2008-09                |        |        |
| Oltchim Râmnicu Vâlcea | 55     |        |
|                        |        |        |
| 2009-10                |        |        |
| Oltchim Râmnicu Vâlcea | 8      |        |
|                        |        |        |
| 2010-11                |        |        |
| Oltchim Râmnicu Vâlcea | 65     |        |
|                        |        |        |
| 2011-12                |        |        |
| Oltchim Râmnicu Vâlcea | 44     |        |
|                        |        |        |
| 2014-15                |        |        |
| HCM Baia Mare          | 45     |        |
|                        |        |        |
| 2015-16                |        |        |
| HCM Baia Mare          | 44     |        |

| Sezon                  | Echipă | Goluri |
| ---------------------- | ------ | ------ |
|                        |        |        |
| 2006-07                |        |        |
| Oltchim Râmnicu Vâlcea | 76     |        |

| Sezon                       | Echipă | Goluri |
| --------------------------- | ------ | ------ |
|                             |        |        |
| 2004-05                     |        |        |
| ŽRK Knjaz Miloš             |        |        |
|                             |        |        |
| 2017-18                     |        |        |
| SCM Craiova                 | 47     |        |
|                             |        |        |
| 2019-20                     |        |        |
| Gloria 2018 Bistrița-Năsăud | 36     |        |

| Sezon                    | Echipă | Goluri |
| ------------------------ | ------ | ------ |
|                          |        |        |
| 2001-02                  |        |        |
| Universitatea Remin Deva |        |        |
|                          |        |        |
| 2002-03                  |        |        |
| Universitatea Remin Deva |        |        |
|                          |        |        |
| 2003-04                  |        |        |
| Universitatea Remin Deva | 69     |        |